# インペロ (戦艦)
| 1939年、進水するインペロ |                    |
| 艦歴                     |                    |
| 発注:                    |                    |
| 起工:                    | 1938年5月14日      |
| 進水:                    | 1939年11月15日     |
| 就役:                    | 未就役             |
| 退役:                    |                    |
| その後:                  | 1949年から解体     |
| 除籍:                    |                    |
| 性能諸元                 |                    |
| 排水量:                  | 46,215トン（計画） |
| 全長:                    | 227.5 - 240.7 m    |
| 全幅:                    | 32.9 m             |
| 吃水:                    |                    |
| 機関:                    |                    |
| 最大速:                  |                    |
| 兵員:                    | 1,920名（計画）    |
| 兵装:                    |                    |

インペロ (Impero) は、イタリア海軍が戦間期に建造を開始した超弩級戦艦。いわゆる高速戦艦である（Nave da battaglia veloce）。
ヴィットリオ・ヴェネト級（リットリオ級）戦艦。
同級の3番艦であり、艦名はイタリア語で帝国を意味する単語である。1939年11月中旬に進水。翌年にイタリアの参戦を迎えたあと造船所を転々として建造は遅滞し、イタリアの降伏までに完成しなかった。ナチス・ドイツのイタリア進駐によりドイツ軍に鹵獲されたあと、標的艦として使用された。第二次世界大戦の終結後、浮揚されて解体された。

## 艦歴
1930年代中盤以降、列強国の間で主力艦をめぐる建艦競争が激化していた。
イタリア王立海軍（Regia Marina）の新世代戦艦（公称35,000トン、15インチ砲9門、速力30ノット以上）は、「リットリオ」が1934年10月28日にジェノヴァのアンサルド造船所で、「ヴィットリオ・ヴェネト」がトリエステの造船所で同日付で起工した。だが進水したのは2隻とも1937年中盤だった。
同級の3番艦と4番艦は、先行艦2隻と比較すると各所に相違がある。この3番艦と4番艦は、1938年1月に建造が公表された。
インペロは、ジェノヴァのアンサルド社で、1938年5月14日にベニート・ムッソリーニ伊首相（旗艦コンテ・ディ・カブール）も参列して起工式をおこなう。インペロとローマは1941年末の竣工を予定していたという。
アンサルド社は進水を1939年10月15日としていた。だがローマ進軍の日（ファシスト記念日）にあたる10月18日に延期された。さらに悪天候のため延期され、1939年11月15日になって進水した。
1940年になりイタリア王国が枢軸国として第二次世界大戦に参戦する時期が迫ると、ジェノバは攻撃を受ける危険があることから、トリエステへ移してインペロの艤装を行うことが決定された。出発は1940年5月31日の予定であったが天候不良のため24時間延期され、6月1日にインペロは曳航されトリエステへ向け出発した。だが、イタリア参戦の予定日までにトリエステにたどり着けないことから、途中で目的地がブリンディジに変更され、6月9日に到着した。その後、ブリンディジで自力航行が可能なようにしてからトリエステへ移すことが決定された。
1942年1月22日、インペロはブリンディジを離れ、自力でまずドック入りするためヴェネチアへ向かった。ヴェネチアには翌日到着したが、インペロ建造の優先順位が最低とされたことから、10ヶ月間ヴェネチアにとどまることになった。1942年11月15日にヴェネチアからトリエステへ移ったが、工事の進みは遅く、連合国軍のイタリア本土への侵攻が迫ると1943年4月4日にインペロの工事も中断された。その時点での完成度は船体が88パーセント、機関が76パーセント、艤装は28パーセントであった。
1943年9月上旬、イタリアが連合国と休戦すると、リットリオ級戦艦を含めたイタリア艦隊主力艦艇は連合国に降伏するためマルタなどへ移動し、建造中の本艦や、修理中の艦艇がイタリア本土に取り残された。
9月9日、インペロは進駐してきたナチス・ドイツの手に渡った。ドイツ軍はインペロの装備品を取り外し、また船体を爆薬の試験に用いた。1945年2月20日には空襲で損傷した。トリエステを放棄する際、ドイツ軍はインペロの船体に爆薬をしかけ、それによりインペロは着底した。
戦後の1946年7月にインペロは港のスペースを空けるため、一度引き揚げられて移動させられた。1947年3月27日には除籍され、「C320」と言う名称が与えられた。元インペロの船体は1947年9月に再び浮揚され、解体のため曳航されて9月14日にヴェネチアへ向け出発する。9月15日に到着したが入港時に何度も座礁し、航路をふさぎそうになったため航路外に座礁させられて動かないようにされ、そのまま1年以上放置された。1949年に引き揚げられ、解体された。
一時、航空母艦への改造が研究されたことがある
インペロが計画通り完成していた場合、同級の3隻に比べ全長、排水量共に最大となるはずであった。

### 注
1. ↑  第一章　主力艦(中略)[3]　上記各海軍國の新型戰艦を表示すれば第一表の如し。第一表　新型戰艦〔 伊｜リトリオ　ビトリオ・ベネト　ローマ　インペロ｜三五,〇〇〇｜三〇｜一五〇,〇〇〇｜一五吋砲九門　六吋一二門　三.五吋高角一二門　機銃四〇門｜(リットリオ)三四.一〇／(ベネト)三四.一〇／(ローマ)三八.九／(インペロ)三八.三｜(リットリオ、ベネト)四〇 〕
2. ↑  姉妹艦のローマを3番艦[7]、インペロを4番艦とする資料もある[8]。
3. ↑  伊海軍の現有勢力[14]【ローマ三十日發國通】（中略）一、主力艦リツトリオ號、ヴイツトリオ・ベニート號（三萬五千噸級一九三四年着工）の兩艦は近く竣工、ドリオ號、ドウイリオ號（改装中の二萬六千噸級主力艦）も近く進水ローマ號、イムペロ號（リツトリオ號姉妹艦）は一九四一年末竣工の豫定、かくしてイタリー海軍は四隻の最新艦、二隻の改装艦なる六主力艦を所有することゝならう（記事おわり）／四萬噸級主力艦二隻を建造　英・日獨伊三國に對抗【東京特電三十一日發】ロンドン來電＝英國政府は愈々四萬トン十六インチ砲の新主力艦「ライオン」「テメレーヤ」の建造に着手する事になつたが消息通の間では左の如く觀測してゐる　英國海軍の建造中若しくは建造計畫中の主力艦は三萬五千トン級五隻、四萬トン級四隻で戰時に於て自治領、植民地との連絡確保のため英國海軍は二ツの主力艦隊を保有する必要あり、從つて右の他に更に主力艦の建造を急ぐことゝならう　而して日獨伊三國の建艦計畫に對處するため右計畫中の「キングジョージ五世」型三萬五千噸級五隻の建造を特に急ぐことにならう（記事おわり）
4. ↑  (四)伊國の主力艦[6]　三五,〇〇〇噸リットリオ級の新主力艦四隻中二隻は一九三四年十月に起工され、五ヶ年後の一九三九年十一月に公試運轉を施行された。その結果は總馬力一三〇,〇〇〇に對し速力三〇節以上を得たと傳へられる。この級の殘りの二艦は前二艦と異なりその工程比較的急速なる進捗を爲し、第三艦イムペロは一九三九年十一月十五日ゼノアのセストリ・ボネンテに於けるアンサルド造船所にて造船臺上に在ること僅か十八ヶ月の後進水した。第四艦ローマは一九四〇年六月に進水したる筈である。(以下略)
5. ↑  伊新主力艦進水[29]（十五日ローマ發ルーター）イタリー海軍の新鋭三萬五千トン主力艦インペロ號は十五日ゼノアに近いアンサルト港で進水式を擧行した（記事おわり）
6. ↑  実際に、連合国の艦隊によるジェノバへの艦砲射撃は二度実施された。1940年6月14日にフランス海軍が敢行したヴァード作戦と、1941年2月9日にイギリス海軍が敢行したグロッグ作戦である[30]。
7. ↑  建造中の艦艇は本艦や空母「アクィラ」「スパルヴィエロ」、修理中の艦艇は戦艦「カブール」、重巡「ゴリツァ」や「ボルツァーノ」など。